# Ipomoea pearceana
Ipomoea pearceana är en vindeväxtart som beskrevs av Carl Ernst Otto Kuntze. Ipomoea pearceana ingår i släktet praktvindor, och familjen vindeväxter. Inga underarter finns listade i Catalogue of Life.